# Bernard Verley
Bernard Verley (* 4. Oktober 1939 in Lille) ist ein französischer Film- und Theaterschauspieler.

## Leben
Bernard Verley studierte die Bildenden Künste in Lille, lernte unter Charles Dullin und bei Jean Vilar im Théâtre National Populaire (TNP) das Handwerk des Theaterschauspiels. Bereits Mitte der siebziger Jahre widmete er sich verstärkt dem Film. Seine Präsenz auf der Theaterbühne verstärkte er im hohen Alter seit dem Jahr 2000 wieder.
Sein jüngerer Bruder Renaud Verley ist ebenfalls Schauspieler. Bernard Verley spielte mit seiner Frau Françoise Verley ein Ehepaar im Film „Liebe am Nachmittag“, dem letzten Film des Eric-Rohmer-Zyklus „Sechs Moralische Erzählungen“.

## Filmografie (Auswahl)

### Film
- 1961: Kaiserliche Hoheit (Napoléon II, l’aiglon)
- 1961: Die vor die Hunde gehen (Les honneurs de la guerre), Regie: Jean Dewever
- 1964: L’amour à la mer, Regie: Guy Gilles
- 1965: 100 Millionen im Eimer (Cent briques et des tuiles)
- 1968: Schußfahrt nach San Remo (Les cracks)
- 1968: La fille d’en face, Regie: Jean-Daniel Simon
- 1968: Au pan coupé, Regie: Guy Gilles
- 1969: Die Milchstraße (La voie lactée)
- 1971: Vögelein, wo steht dein Bett (Une femme libre), Regie: Claude Pierson
- 1972: Die Liebe am Nachmittag (L’amour l’après-midi)
- 1973: Le feu aux lèvres, Regie: Pierre Kalfon
- 1974: Das Gespenst der Freiheit (Le fantôme de la liberté)
- 1974: La Bonzesse, Regie: François Jouffa
- 1976: Love Story einer Nonne (Les mal partis), Regie: Sébastien Japrisot
- 1981: Asphalte, Regie: Denis Amar
- 1991: Nord, Regie: Xavier Beauvois
- 1992: L’accompagnatrice, Regie: Claude Miller
- 1993: Weh mir (Hélas pour moi), Regie: Jean-Luc Godard
- 1993: Taxi de nuit, Regie: Serge Leroy
- 1993: Ein neues Leben (Une nouvelle vie), Regie: Olivier Assayas
- 1994: Die Bartholomäusnacht (La Reine Margot)
- 1994: Die Detektivin (Pas très catholique), Regie: Tonie Marshall
- 1994: La folie douce, Regie: Frédéric Jardin
- 1994: Ein schwarzer Engel (L’ange noir), Regie: Jean-Claude Brisseau
- 1994: Alice und Elsa – Zwischen Liebe und Haß (À la folie), Regie: Diane Kurys
- 1994: Das Lächeln (Le sourire)
- 1995: La duchesse de Langeais, Regie: Jean-Daniel Verhaegh
- 1995: Sag Ja! (Dis-moi oui …)
- 1995: Elisa
- 1997: Lucie Aubrac
- 1998: Lügen wie gedruckt (Comme elle respire), Regie: Pierre Salvadori
- 1999: Die Farbe der Lüge (Au cœur du mensonge)
- 1999: Vaters Reich (Les terres froides), Regie: Sébastien Lifshitz
- 1999: La femme du cosmonaute, Regie: Jacques Monnet
- 1999: Recto verso
- 2000: La dilettante, Regie: Pascal Thomas
- 2000: L’envol, Regie: Steve Suissa
- 2000: Les frères Sœur, Regie: Frédéric Jardin
- 2001: CQ, Regie: Roman Coppola
- 2005: Au sud des nuages, Regie: Jean-François Amiguet
- 2005: Mon petit doigt m’a dit …, Regie: Pascal Thomas
- 2006: Le grand appartement, Regie: Pascal Thomas
- 2006: Lady Chatterley
- 2011: Ma compagne de nuit, Regie: Isabelle Brocard und Hélène Laurent
- 2012: Au galop, Regie: Louis-Do de Lencquesaing
- 2012: Associés contre le crime, Regie: Pascal Thomas
- 2012: À cœur ouvert, Regie: Marion Laine
- 2013: Ein ganz anderes Leben (Une autre vie), Regie: Emmanuel Mouret
- 2014: Tiens-toi droite, Regie: Katia Lewkowicz
- 2015: Gefährliches Spiel (Le grand jeu), Regie: Nicolas Pariser
- 2017: Auguste Rodin (Rodin)
- 2018: Gelobt sei Gott (Grâce à Dieu)

### Fernsehen
- 1967: Das Geheimnis des Wilhelm Storitz (Le secret de Wilhelm Storitz), Regie: Eric Le Hung
- 1968: Affaire vilain contre ministère public (Serie, eine Episode)
- 1974: Eugène Sue, Regie: Jacques Nahum
- 1994: Tödlicher Irrtum (La bavure), Regie: Alain Tasma
- 1995: La duchesse de Langeais, Regie: Jean-Daniel Verhaeghe
- 1995: La rivière espérance (Serie, eine Episode)
- 1995: Das Verbrechen des Monsieur Still (Le crime de Mr Still)
- 1995: L’auberge de la Jamaïque, Regie: Gilles Béhat
- 1996: Troubles (Strangers) (Serie, 2 Episoden)
- 1996: Dans un grand vent de fleurs (Serie, 2 Episoden)
- 1996: Les liens du cœur, Regie: Josée Dayan
- 1996: Julie Lescaut: Böses Blut (Le secret des origines), Regie: Josée Dayan
- 1998: Le rouge et le noir, Regie: Jean-Daniel Verhaeghe
- 1998: The Violent Earth (Serie)
- 1999: Jésus, Regie: Serge Moati
- 1999: Ruf der Berge (Premier de cordée), Regie: Pierre-Antoine Hiroz, Édouard Niermans
- 2000: Joséphine, ange gardien (Serie, eine Episode)
- 2001: L’aîné des Ferchaux, Regie: Bernard Stora
- 2002–2007: Malone (Serie)
- 2003: Le bleu de l’océan (Serie, 5 Episoden)
- 2004: La battante
- 2008: Mitterrand à Vichy, Dokudrama, Regie: Serge Moati
- 2009–2015: Mes amis, mes amours, mes emmerdes (Serie, Staffeln 1–4)
- 2011: V comme Vian, Regie: Philippe Le Guay
- 2013: 15 jours ailleurs, Regie: Didier Bivel
- 2014: Origines (Serie, eine Episode)
- 2016: Falsche Vertraulichkeiten (Les fausses confidences)
- 2019: Goldene Hochzeit mit Handicap (Noces d’or)
- 2020: Call My Agent! (Dix pour cent) (Serie, eine Episode)

## Theater
- 1962: Les Témoins von Georges Soria, Inszenierung von Roger Mollien am Théâtre du Vieux-Colombier in Paris
- 1962: Trencavel von Robert Collon, Inszenierung von Jean Mercure am Théâtre Montparnasse in Paris
- 1962: L'Étoile devient rouge von Seán O’Casey, Inszenierung von Gabriel Garran am Théâtre de la Commune in Aubervilliers, Théâtre Récamier in Paris
- 1965: Danton ou la Mort de la République von Romain Rolland, Inszenierung von Jean Deschamps zum Festival du Marais im Hôtel de Béthune-Sully
- 1969: Le Distrait von Jean-François Regnard, Inszenierung von Gabriel Garran am Théâtre de la Commune in Aubervilliers
- 1971: On ne badine pas avec l’amour von Alfred de Musset, Inszenierung von Pierre Della Torre am Theater der Stadt Saint-Maur-des-Fossés
- 1972: La Chatte sur les rails von Josef Topol, Inszenierung von Jaromir Knittl am Théâtre du Palace
- 1973: Eines langen Tages Reise in die Nacht (Long Day’s Journey Into Night) von Eugene O’Neill, Inszenierung von Georges Wilson am Théâtre de l’Atelier in Paris
- 1991: Le Temps et la chambre von Botho Strauss, Inszenierung von Patrice Chéreau am Odéon-Théâtre de l’Europe
- 1999: Die Kontroverse von Valladolid (La Controverse de Valladolid) von Jean-Claude Carrière, Inszenierung von Jacques Lassalle am Théâtre de l’Atelier in Paris
- 2000: Médée von Euripide, Inszenierung von Jacques Lassalle beim Festival d’Avignon
- 2001: Quatre quatuors pour un week-end nach Gao Xingjian, in Szene gesetzt von Jacques Rosner auf dem Festival des Nouveaux Auteurs dans la Vallée de l’Aude (NAVA) in Limoux
- 2001: Itinéraire bis von Xavier Daugreilh, Inszenierung von Stéphan Meldegg am Théâtre La Bruyère in Paris
- 2002: La Griffe (A 71) von Claude d’Anna und Laure Bonin, Inszenierung von Annick Blancheteau am Théâtre Fontaine in Paris
- 2003: Die Glut (Les Braises) von Sandor Marai, Inszenierung von Didier Long am Théâtre de l’Atelier
- 2004: Reigen von Arthur Schnitzler, Inszenierung von Frédéric Bélier-Garcia am La Criée in Marseille und am Théâtre national de Nice in Nizza
- 2005: Süßer Vogel Jugend (Sweet Bird of Youth) von Tennessee Williams, Inszenierung von Philippe Adrien am Théâtre de la Madeleine in Paris
- 2006: Gespräche nach einer Beerdigung (Conversations après un enterrement) von Yasmina Reza, Inszenierung von Gabriel Garran am Théâtre Antoine in Paris
- 2007: Der Totentanz (Dödsdansen) von August Strindberg, Inszenierung von Hans Peter Cloos am Théâtre de la Madeleine
- 2010: Traum im Herbst (Draum om hausten) von Jon Fosse, Inszenierung von Patrice Chéreau am Musée du Louvre, Centre national de création in Orleans, Théâtre de la Ville in Paris
- 2011: Traum im Herbst (Draum om hausten) von Jon Fosse, Inszenierung von Patrice Chéreau auf einer Tournee: Le Grand T in Nantes, deSingel in Antwerpen, Théâtre du Nord in Lille, Stadsschouwburg in Amsterdam, Piccolo Teatro in Mailand, TAP in Poitiers, TNB in Bukarest, La Criée in Marseille und auf den Wiener Festwochen
- 2014: Les Fausses Confidences von Marivaux, Inszenierung von Luc Bondy am Théâtre de l’Odéon

## Nominierungen
- 2011 nominiert für den Molière, der nationalen Theaterpreis Frankreichs, in der Kategorie Bester Darsteller im Stück Traum im Herbst (Draum om hausten)